# Stadium de Toulouse
Stadium de Toulouse, anterior cunoscut sub numele Stadium Municipal, este un stadion multifuncțional din Toulouse, Franța. Acesta este cel mai mare stadion din oraș și al 7-lea ca mărime din Franța. Stadionul este folosit în mare parte pentru meciuri de fotbal, în special pentru cele ale lui Toulouse Football Club, dar și pentru unele meciuri majore de rugby, inclusvi ale echipei naționale de rugby a Franței.
Stadionul are un teren specific de fotbal și rugby, și nu este dotat cu pistă de atletism în jurul terenului. Capacitatea stadionului este de 35.472 de locuri.
Arena a fost construită în 1937, pentru Campionatul Mondial de Fotbal 1938, a suferit renovări de extindere în 1949 și 1997, și ulterior a mai găzduit meciuri și la Campionatul Mondial de Fotbal 1998.

## Campionatul Mondial de Fotbal 1998
| Data          | Echipa #1     | Rezultat | Echipa #2  | Runda            |
| ------------- | ------------- | -------- | ---------- | ---------------- |
| 11 iunie 1998 | Camerun       | 2–2      | Austria    | Grupa B          |
| 14 iunie 1998 | Argentina     | 1–0      | Japonia    | Grupa H          |
| 18 iunie 1998 | Africa de Sud | 1–1      | Danemarca  | Grupa C          |
| 22 iunie 1998 | România       | 2–1      | Anglia     | Grupa G          |
| 24 iunie 1998 | Nigeria       | 1–3      | Paraguay   | Grupa D          |
| 29 iunie 1998 | Țările de Jos | 2–1      | Iugoslavia | Optimi de finală |